# Constantin Constantinovitch de Russie (1858-1915)
 (Septembre 2018).
Pour les articles homonymes, voir Constantin Constantinovitch de Russie.
Constantin Constantinovitch de Russie (en russe : Константин Константинович), né à Strelna le 10 août 1858 (22 août dans le calendrier grégorien), mort à Pavlovsk le 2 juin 1915 (15 juin dans le calendrier grégorien), est un grand-duc de Russie, petit-fils du tsar Nicolas Ier et neveu d'Alexandre II, qui fut célèbre comme dramaturge, poète et traducteur. Il est connu dans les cercles littéraires de son époque sous le nom de pseudonyme de K.R., les initiales de son nom en cyrillique (« К.Р. »). Il était aussi adjudant-général (1901), général d'infanterie (1907), inspecteur général des institutions d'enseignement militaire, président de l'Académie impériale des Sciences de Saint-Pétersbourg (1889).

## Famille
Constantin Constantinovitch de Russie appartient à la seconde lignée issue de la première branche de la Maison d'Oldenbourg-Russie (Maison d'Holstein-Gottorp-Romanov), elle-même issue de la première lignée de la Maison d'Holstein-Gottorp. Ces trois branches sont toutes issues de la première branche de la Maison d'Oldenbourg. Il appartient à la branche dite des Konstantinovitch.
Le grand-duc Constantin est le fils du grand-duc Constantin Nikolaïevitch et de la princesse Alexandra de Saxe-Altenbourg.

### Mariage et descendance
Le 27 avril 1884, il épousa à Saint-Pétersbourg, sa cousine au second degré, la princesse Élisabeth de Saxe-Altenbourg (1865-1927), (Elisaveta Mavrikievna en russe) ; elle était appelée par son entourage « Mavra », (fille de Maurice de Saxe-Altenbourg et d'Adélaïde de Saxe-Meiningen).
De cette union naquirent :
- Ioann Constantinovitch de Russie, (1886-1918)
- Gabriel Constantinovitch de Russie (1887-1955), en 1937, il épousa Antonia Nesterovskaïa (1890-1951)
- Tatiana Constantinovna de Russie (1890-1970, en 1911, elle épousa le prince Constantin Alexandrovitch Bragation Moukhransky (1890-1915)
- Constantin Constantinovitch de Russie (1891-1918)
- Oleg Constantinovitch de Russie (1892-1914)
- Igor Constantinovitch de Russie (1894-1918)
- Georges Constantinovitch de Russie (1903-1938)
- Nathalie Constantinovna de Russie (1905-1905)
- Vera Constantinovna de Russie (1906-2001)

## Biographie

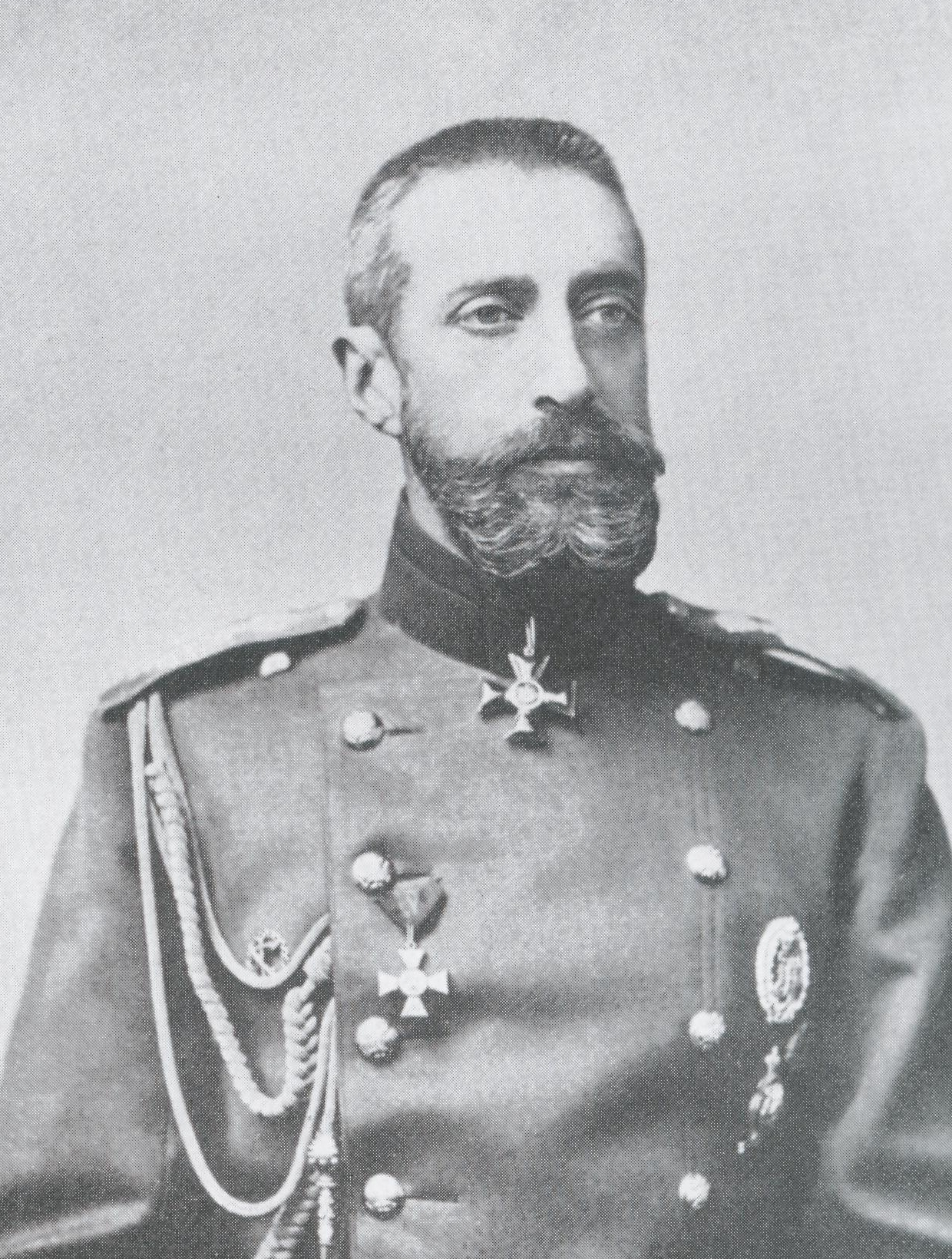
Constantin Constantinovitch de Russie.

### Enfance
Le jour de son baptême, le grand-duc Constantin reçoit l'Ordre de Saint-André, l'Ordre de Saint-Alexandre Nevski et l'Ordre de Sainte-Anne (1re classe) ; il est également nommé commandant du régiment de grenadiers de Tiflis, inscrit dans les rangs du régiment de cavalerie de la Garde impériale et du régiment de la Garde Izmaïlovski.
Il est promu enseigne de marine en 1865, et décoré en outre de l'Ordre de l'Aigle blanc et de l'Ordre de Saint-Stanislas (1re classe).
Le jeune grand-duc reçoit une éducation solide à demeure. Sa formation, son instruction lui sont inculquées par d'éminentes personnalités comme l'historien Soloviov (1820-1879), Bestoujev-Rioumine (1829-1897), le critique musical Laroche (1845-1904), le violoncelliste Seifert (1833-1910), les écrivains Gontcharov et Dostoïevski.

### Carrière militaire
Dès sa petite enfance, le grand-duc Constantin porte beaucoup d'intérêt aux lettres, à l'art et à la musique. L'éducation militaire étant de rigueur dans la famille impériale, le grand-duc a pour elle peu d'attirance. Malgré tout, il est destiné à servir dans la marine impériale dès sa tendre enfance. Il est admis au Corps des Cadets de la Marine de Saint-Pétersbourg (école militaire) et effectue en tant qu'aspirant un long voyage à bord de la frégate Svetlana dans l'océan Atlantique et en mer Méditerranée entre 1874 et 1876, à l'issue duquel il obtient son diplôme en août 1876 et est élevé au grade d'aspirant de marine. Il prend part à la Guerre russo-turque de 1877-1878. Il est décoré de l'Ordre impérial et militaire de Saint-Georges, le 17 octobre 1877, « En récompense pour sa bravoure au cours des combats contre les Turcs en Silistrie, sur le Danube, le 2 octobre 1877, le grand-duc avait personnellement lancé un brûlot contre un navire turc » .
En mai 1878, le grand-duc Constantin est élevé au grade de lieutenant de la flotte impériale. Il reçoit une nouvelle promotion, d'aide-de-camp en 1878 et commande une compagnie de gardes entre janvier et septembre 1880. En septembre 1880, en qualité d'officier, Il sert sur le Duc d'Édimbourg, à partir de septembre 1880, et fait une expédition en Méditerranée sur cette frégate, en 1882.
En 1882, malade, le grand-duc est transféré dans des bureaux à terre. Il est promu capitaine en août 1883. De cette date à décembre 1883, le grand-duc voyage à l’étranger, où il rencontre sa future épouse en Allemagne. Il reçoit l'Ordre de Saint-Vladimir (4e classe) à cette époque, mais il quitte la marine en décembre 1883, la vie de marin ne lui apportant plus aucune satisfaction. Il rejoint alors le régiment de la Garde impériale Izmaïlovski où il se distingue et devient commandant d'une compagnie. Il est capitaine de la Garde en 1887 et colonel le 23 avril 1891. Il commande alors le régiment de la Garde impériale Izmaïlovski. Il accède au grade de major-général en 1894 et quatre ans plus tard est admis dans la Suite de Sa Majesté impériale (à ce titre les officiers effectuaient des missions spéciales pour l'empereur). Il est décoré de l'Ordre de Saint-Vladimir (3e classe) en 1896.
Le 4 mars 1900, le grand-duc Constantin est nommé au poste de chef principal des établissements militaires (le 13 mars 1910 inspecteur général des institutions d'enseignement militaire). Il est décoré de l'Ordre de Saint-Vladimir (2e classe) en 1903. Il soutient un travail important de promotion et d'amélioration de l'éducation dans les établissements d'enseignements militaires. En janvier 1901, le grand-duc est promu lieutenant-général puis adjudant-général. En 1907, il est élevé au grade de général d'infanterie, puis il est admis au Sénat administratif en mars 1911, abandonnant ses autres fonctions. En 1913, en remerciements de ses services au sein de l'Armée impériale, on lui décerne l'Ordre de Saint-Vladimir (1re classe).
Le grand-duc Constantin était également commandant en chef du 2e bataillon du régiment de fusiliers de la Garde impériale, de l'Académie Paul (Pavlovskoïe) (école militaire d'infanterie), l'Académie Constantin (Konstantinovskoïe) (école militaire d'artillerie), du Corps des Pages (école de formation militaire où seuls les fils de familles nobles et des officiers de haut rang étaient admis), des troupes cosaques d'Orenbourg. Il était aussi membre honoraire de l'Académie militaire du génie Nicolas, et de l'Académie d'artillerie militaire Michel.

### Nouvelle loi concernant les titres impériaux
Les enfants du grand-duc Constantin Constantinovitch furent les premiers à tomber sous le coup de la nouvelle loi de la famille impériale de Russie promulguée par Alexandre III le 14 juillet 1886. Selon les termes de cet oukaze impérial, seuls les enfants et les petits-enfants descendants d'un tsar seraient appelés grands-ducs ou grandes-duchesses avec le titre d' « Altesse impériale », les arrière-petits-enfants seraient appelés « princes de Russie » ou « princesses de Russie ». La version corrigée de la loi en vigueur dans la famille impériale n'eut qu'un seul but : celui de réduire le nombre de personnes percevant un revenu de la Trésorerie impériale.

### La famille de Constantin Constantinovitch de Russie

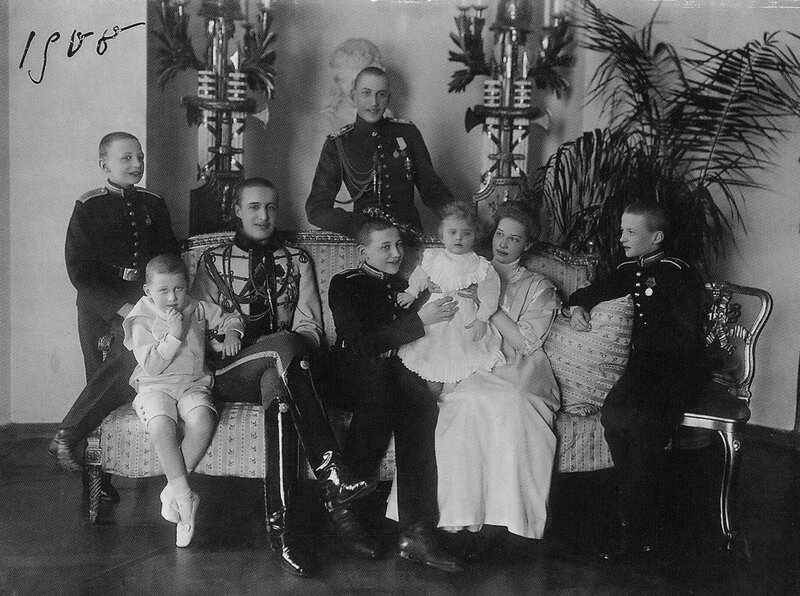
La famille du grand-duc Constantin Constantinovitch de Russie.

Le grand-duc Constantin consacrait beaucoup de temps à son épouse et à ses enfants ; c'était un père attentif et aimant. Le grand-duc et sa famille vivaient à Pavlovsk, palais situé dans les environs de Saint-Pétersbourg qui était la résidence préférée de son arrière-grand-père, le tsar Paul Ier.

### Vie publique
Le grand-duc Constantin était à la fois un mécène pour l'art de son pays et un artiste à part entière. C'était un pianiste talentueux qui devint président de l'Académie de la Société musicale russe. Il comptait parmi ses amis les plus proches le compositeur Tchaïkovski. Cependant, le grand-duc était avant tout un homme de lettres. Il fonda en Russie plusieurs sociétés littéraires. Il traduisit plusieurs œuvres littéraires françaises, allemandes ou anglaises en russe : (Schiller et Goethe). Le grand-duc fut particulièrement fier de sa traduction de Hamlet en russe. Il parlait aussi grec et latin. Le grand-duc était également un grand poète et dramaturge ; il prit avec grand intérêt la direction de ses pièces. Le grand-duc apparut dans sa dernière pièce le Roi de Judée où il joua le rôle de Joseph d'Arimathie. Le grand-duc Constantin était partisan du courant slavophile dans le domaine de l'art.
Il fit preuve d'un grand dévouement envers Alexandre III et Nicolas II. En 1889, il fut nommé président de l'Académie russe des sciences et plus tard devint inspecteur en chef de tous les collèges militaires russes. L'on créa à son initiative, l'Office de la langue russe et de la littérature, dont on distingue parmi les académiciens honoraires de célèbres écrivains, comme en 1900, le romancier et dramaturge Boborykine (1836-1921), en 1909, le poète et écrivain Bounine (1870-1953), en 1900, l'écrivain russe et ukrainien Korolenko (1853-1923), en 1902, le philosophe, traducteur et dramaturge Alexandre Soukhovo-Kobyline (1817-1903), en 1900, l'écrivain Tchekhov (1860-1904) et bien d'autres. Il présida le Comité pour le centième anniversaire de la naissance d'Alexandre Pouchkine. Le grand-duc apporta sa contribution à l'ouverture du nouveau musée zoologique de Saint-Pétersbourg. En 1889, il fut nommé administrateur honoraire de l'école d'enseignants destinés aux lycées de jeunes filles de Saint-Pétersbourg. Il était aussi président de la Société impériale d'archéologie russe, de la Société impériale de naturalisme, d'anthropologie et d'ethnographie, la Société impériale orthodoxe de Palestine, membre du yacht-club de Saint-Pétersbourg. Il était membre de la Société impériale pour l'encouragement des arts, vice-président, puis président de la Société musicale russe impériale. En outre, le grand-duc était membre honoraire de la Société astronomique de Russie, de la Société historique russe, de la Société de la Croix-Rouge russe, de la Société russe de la Marine marchande.
Il fut un des rares intimes du tsar Nicolas II, de son épouse l'impératrice Alexandra et de la sœur de l'impératrice, la grande-duchesse Serge de Russie. Lors de son arrivée en Russie, il lui écrivit un poème lui exprimant toute son admiration. Le grand-duc fut un des rares membres de la famille impériale à se rendre à Moscou pour assister aux funérailles de son époux, le grand-duc Serge Alexandrovitch de Russie victime d'un attentat terroriste en 1905.

### Vie secrète

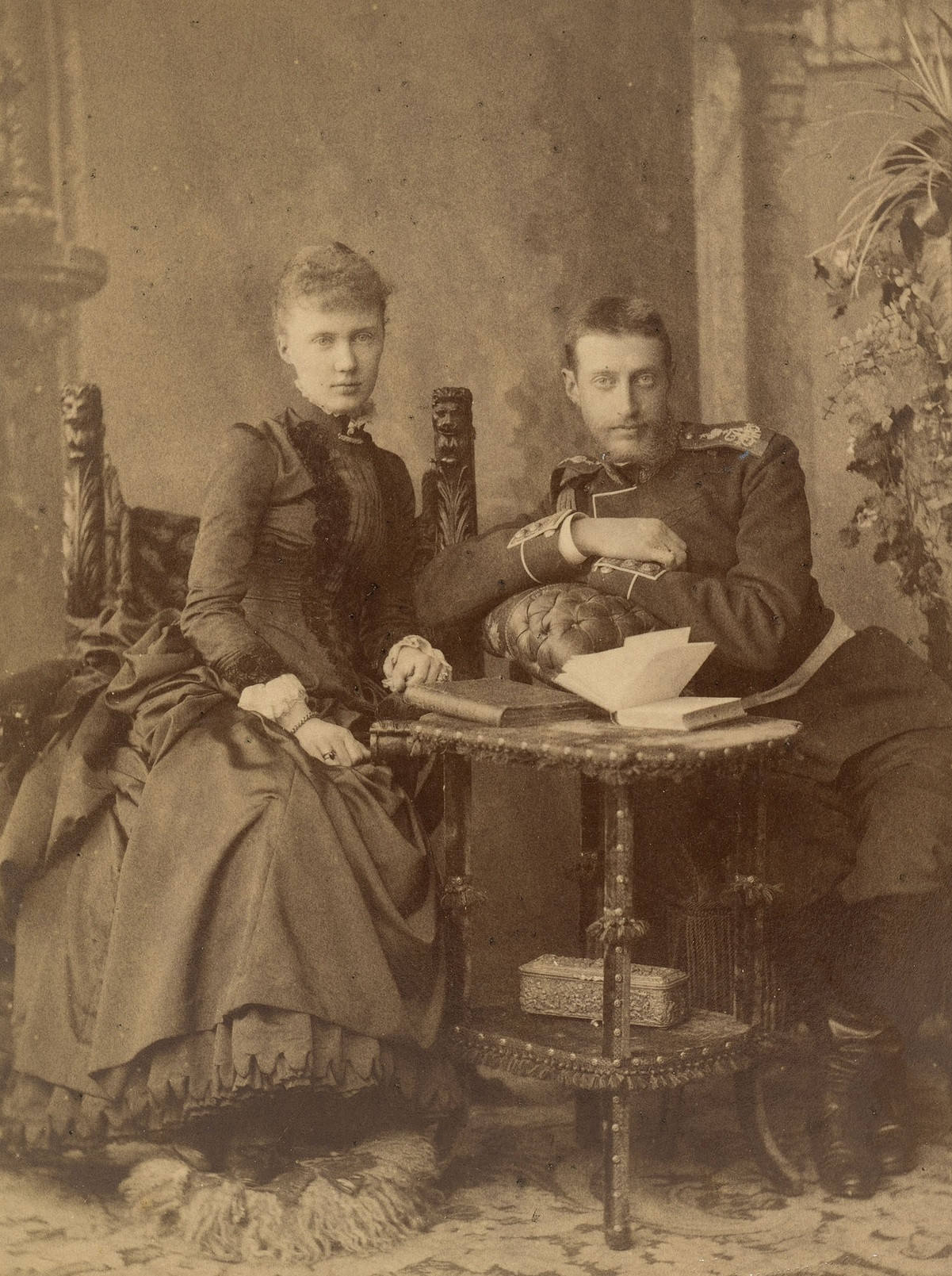
Le grand-duc Constantin et son épouse la princesse Alexandra de Saxe-Altenbourg (Elizaveta Mavrikievna).

La vie privée du grand-duc Constantin de Russie fut exemplaire et sa vie publique fut très occupée. Sans la publication, longtemps après son décès, de ses journaux intimes, le monde n'aurait jamais su qu'il était bisexuel.
Le grand-duc Constantin connut sa première expérience dans la Garde impériale. Le grand-duc fit de grands efforts pour réprimer ses pulsions. Malgré les sentiments très forts qui le liaient à son épouse, le grand-duc ne put résister aux tentations. Entre 1893 et 1899, il fit état de son penchant, mais sans le pratiquer. Pourtant, après la naissance de son septième enfant, le grand-duc devint un client assidu de certains bains publics à la réputation douteuse, contrairement à la plupart des banias, institution traditionnelle des pays du nord.
Fin 1904, le grand-duc Constantin de Russie eut une liaison avec un certain Yatsko.

### Première Guerre mondiale

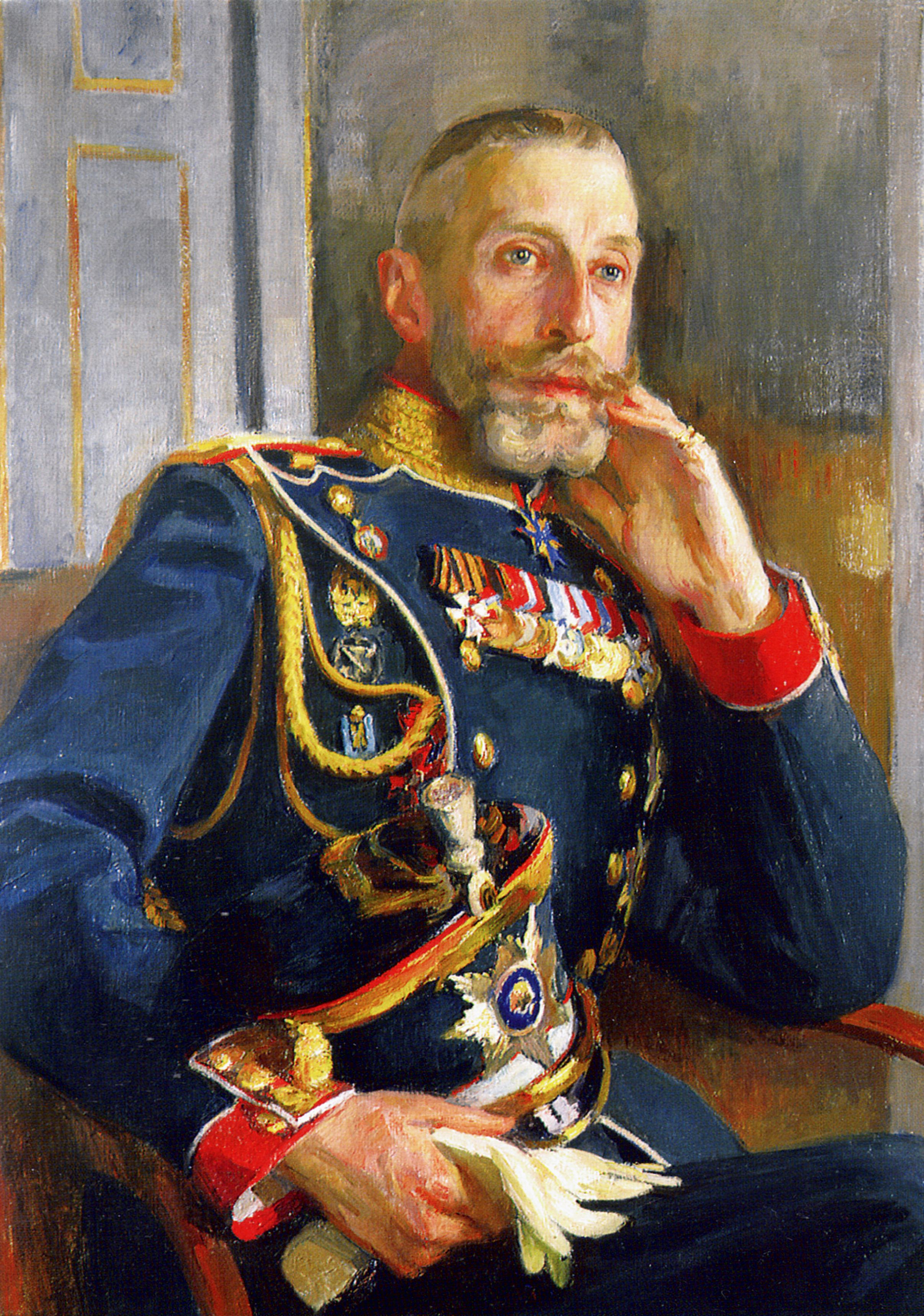
Le grand-duc Constantin, poète connu sous le pseudonyme de КР (CR).

Lors de la déclaration de la Première Guerre mondiale, le grand-duc Constantin et son épouse se trouvaient à Wildungen en Allemagne pour une cure thermale. Retenu en territoire ennemi, le couple tenta un rapide retour en Russie, mais leurs plans furent perturbés par les autorités allemandes ; celles-ci décrétèrent le grand-duc et son épouse prisonniers politiques. La grande-duchesse Constantin envoya un courrier au couple impérial allemand pour solliciter leur aide. Le grand-duc et son entourage furent autorisés à quitter l'Allemagne et ils furent transportés à la première gare russe. Affaibli, il dut rejoindre à pied les premières lignes du front russe. À son arrivée à Saint-Pétersbourg, le grand-duc se trouvait dans un état de santé déplorable.
La famille du grand-duc paya un lourd tribut à la guerre pendant la première année. Cinq de ses six fils servirent dans l'Armée impériale russe. Le 12 octobre 1914, son quatrième fils, le plus brillant, le prince Oleg, fut mortellement blessé à Vilna. En mars 1915, son gendre, le prince Constantin Alexandrovitch Bagration-Moukhrani fut tué sur le front du Caucase.

### Décès
Le grand-duc Constantin fut brisé par le chagrin. Il décéda à Pavlovsk, le 12 octobre 1915, d'un accident vasculaire cérébral. Il est le dernier membre de la famille impériale inhumé au mausolée grand-ducal de Saint-Pétersbourg avant la chute de la monarchie.

## Le destin tragique des fils de Constantin Constantinovitch de Russie

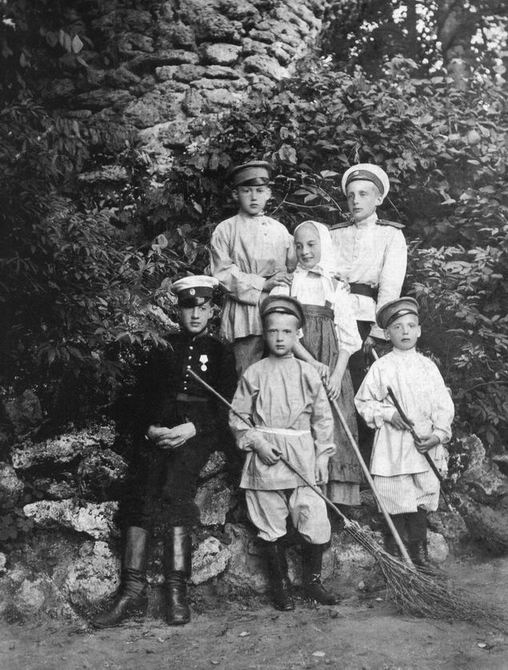
Les six enfants du grand-duc Constantin Constantinovitch de Russie.

Ses fils les princes Igor, Constantin, Ioann et Gabriel furent arrêtés après la prise du pouvoir par les Bolcheviks en octobre 1917. Le prince Gabriel fut détenu à Pétrograd (nouveau nom de Saint-Pétersbourg) ; ses trois frères furent déportés à Alapaïevsk dans l'Oural. Ils furent détenus pendant de longs mois avec la grande duchesse Élisabeth, le prince Paley et le grand-duc Serge Mikhaïlovitch de Russie. Dans la nuit du 17 juillet au 18 juillet 1918 (vingt-quatre heures après l'assassinat de Nicolas II et de sa famille à Iekaterinbourg), les prisonniers d'Alapaïevsk furent massacrés par leurs gardiens. Leurs corps furent retrouvés par les Armées blanches et emmenés en Chine où ils furent inhumés en l'église des Martyrs, près de Pékin.
Après l'intervention de Maxime Gorki, le prince Gabriel Constantinovitch fut finalement libéré. Gorki tenta sans succès de sauver plusieurs membres de la famille impériale de l'exécution. Le prince Gabriel et son épouse Nathalie, née Nesterovskaïa (1890-1950), émigrèrent et s'installèrent à Paris où il décéda le 18 février 1955.
Tatiana Constantinovna de Russie se réfugia en Roumanie. Elle s'installa plus tard avec ses enfants en Suisse. Elle devint religieuse et décéda à Jérusalem le 28 août 1970 dans le couvent orthodoxe du Mont des Oliviers dont elle était l'abbesse.
La grande-duchesse Constantin, (née Élisabeth de Saxe-Altenbourg) et ses deux plus jeunes enfants Georges et Véra restèrent à Pavlovsk. À l'automne 1918, ils furent autorisés par les Bolcheviks à quitter la Russie. Ils prirent un navire pour la Suède.

## Son œuvre

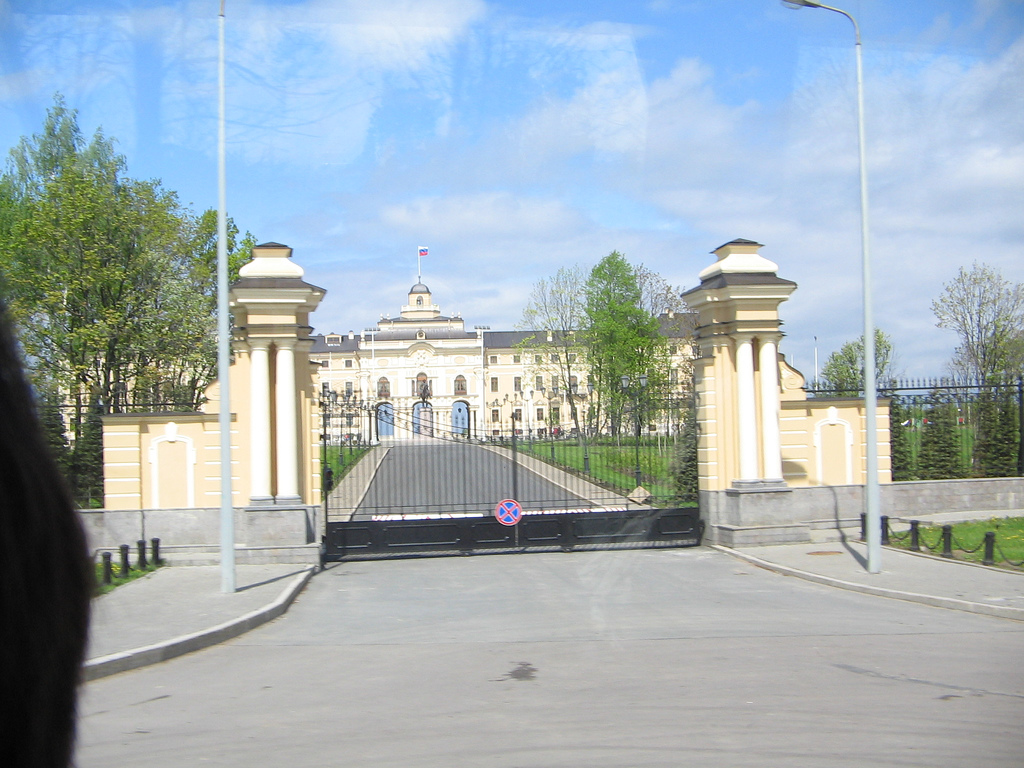
plusieurs pièces du Palais Constantin à Strelna ont été transformées en un musée consacré à KP (CR).

Le grand-duc fut l'auteur de plusieurs recueils. Ses premières œuvres poétiques furent publiées dans le journal Le Héraut de l'Europe en 1882. Sa première collection comprenant des poèmes de la période de 1879-1885 fut publiée en 1886. En 1888, il publia Sébastien, martyr dans la collection Nouveaux Poèmes, KR, le troisième recueil de poèmes KR en 1900, les poésies de KR en 1901. Le grand-duc correspondit avec Ivan Gontcharov, Iakov Polonski, Afanassi Fet, etc.
Constantin de Russie (KR) appartient à la prétendue vieille école. C'était un adepte du classique. Plusieurs de ses poèmes furent mis en musique par Tchaïkovski et Rachmaninov.
Il traduisit en langue russe La Fiancée de Messine, Marie Stuart de Schiller, la tragédie Iphigénie en Tauride de Goethe, Le Roi Henri IV de Shakespeare. Il travailla à la traduction en langue russe de Hamlet, de 188 à 1898 et publia trois volumes en 1889 qui furent réimprimés à plusieurs reprises.
Il joua aussi en privé le rôle de Joseph d'Arimathie dans sa dernière pièce Le Roi de Judée.

## Distinctions
- 1858 :  Ordre de Saint-André
- 1858 :  Ordre de Saint-Alexandre Nevski
- 1858 :  Ordre de Sainte-Anne (1re classe)
- 1865 :  Ordre de l'Aigle blanc (Russie impériale)
- 1865 :  Ordre de Saint-Stanislas (1re classe)
- 1877 :  Ordre de Saint-Georges (4e classe) (10 octobre)
- 1883 :  Ordre de Saint-Vladimir (4e classe)
- 1896 :  Ordre de Saint-Vladimir (3e classe)
- 1903 :  Ordre de Saint-Vladimir (2e classe)
- 1913 :  Ordre de Saint-Vladimir (1re classe)

## Ascendance
|  |                                          |  |  |  |  |  |  |  |  |  |  |  |  |
|  | 8. Paul Ier de Russie                    |  |  |  |  |  |  |  |  |  |  |  |  |
|  |                                          |  |  |  |  |  |  |  |  |  |  |  |  |
|  |                                          |  |  |  |  |  |  |  |  |  |  |  |  |
|  | 4. Nicolas Ier de Russie                 |  |  |  |  |  |  |  |  |  |  |  |  |
|  |                                          |  |  |  |  |  |  |  |  |  |  |  |  |
|  |                                          |  |  |  |  |  |  |  |  |  |  |  |  |
|  | 9. Sophie-Dorothée de Wurtemberg         |  |  |  |  |  |  |  |  |  |  |  |  |
|  |                                          |  |  |  |  |  |  |  |  |  |  |  |  |
|  |                                          |  |  |  |  |  |  |  |  |  |  |  |  |
|  | 2. Constantin Nikolaïevitch de Russie    |  |  |  |  |  |  |  |  |  |  |  |  |
|  |                                          |  |  |  |  |  |  |  |  |  |  |  |  |
|  |                                          |  |  |  |  |  |  |  |  |  |  |  |  |
|  | 10. Frédéric-Guillaume III de Prusse     |  |  |  |  |  |  |  |  |  |  |  |  |
|  |                                          |  |  |  |  |  |  |  |  |  |  |  |  |
|  |                                          |  |  |  |  |  |  |  |  |  |  |  |  |
|  | 5. Charlotte de Prusse                   |  |  |  |  |  |  |  |  |  |  |  |  |
|  |                                          |  |  |  |  |  |  |  |  |  |  |  |  |
|  |                                          |  |  |  |  |  |  |  |  |  |  |  |  |
|  | 11. Louise de Mecklembourg-Strelitz      |  |  |  |  |  |  |  |  |  |  |  |  |
|  |                                          |  |  |  |  |  |  |  |  |  |  |  |  |
|  |                                          |  |  |  |  |  |  |  |  |  |  |  |  |
|  | 1. Constantin Constantinovitch de Russie |  |  |  |  |  |  |  |  |  |  |  |  |
|  |                                          |  |  |  |  |  |  |  |  |  |  |  |  |
|  |                                          |  |  |  |  |  |  |  |  |  |  |  |  |
|  | 12. Frédéric Ier de Saxe-Hildburghausen  |  |  |  |  |  |  |  |  |  |  |  |  |
|  |                                          |  |  |  |  |  |  |  |  |  |  |  |  |
|  |                                          |  |  |  |  |  |  |  |  |  |  |  |  |
|  | 6. Joseph de Saxe-Altenbourg             |  |  |  |  |  |  |  |  |  |  |  |  |
|  |                                          |  |  |  |  |  |  |  |  |  |  |  |  |
|  |                                          |  |  |  |  |  |  |  |  |  |  |  |  |
|  | 13. Charlotte de Mecklembourg-Strelitz   |  |  |  |  |  |  |  |  |  |  |  |  |
|  |                                          |  |  |  |  |  |  |  |  |  |  |  |  |
|  |                                          |  |  |  |  |  |  |  |  |  |  |  |  |
|  | 3. Alexandra de Saxe-Altenbourg          |  |  |  |  |  |  |  |  |  |  |  |  |
|  |                                          |  |  |  |  |  |  |  |  |  |  |  |  |
|  |                                          |  |  |  |  |  |  |  |  |  |  |  |  |
|  | 14. Louis-Frédéric de Wurtemberg         |  |  |  |  |  |  |  |  |  |  |  |  |
|  |                                          |  |  |  |  |  |  |  |  |  |  |  |  |
|  |                                          |  |  |  |  |  |  |  |  |  |  |  |  |
|  | 7. Amélie de Wurtemberg                  |  |  |  |  |  |  |  |  |  |  |  |  |
|  |                                          |  |  |  |  |  |  |  |  |  |  |  |  |
|  |                                          |  |  |  |  |  |  |  |  |  |  |  |  |
|  | 15. Henriette de Nassau-Weilbourg        |  |  |  |  |  |  |  |  |  |  |  |  |
|  |                                          |  |  |  |  |  |  |  |  |  |  |  |  |
|  |                                          |  |  |  |  |  |  |  |  |  |  |  |  |

### Sources
- (en) Cet article est partiellement ou en totalité issu de l’article de Wikipédia en anglais intitulé « Grand Duke Konstantin Konstantinovich of Russia » (voir la liste des auteurs).

- (ru) Cet article est partiellement ou en totalité issu de l’article de Wikipédia en russe intitulé « Константин Константинович » (voir la liste des auteurs).